# Pandja

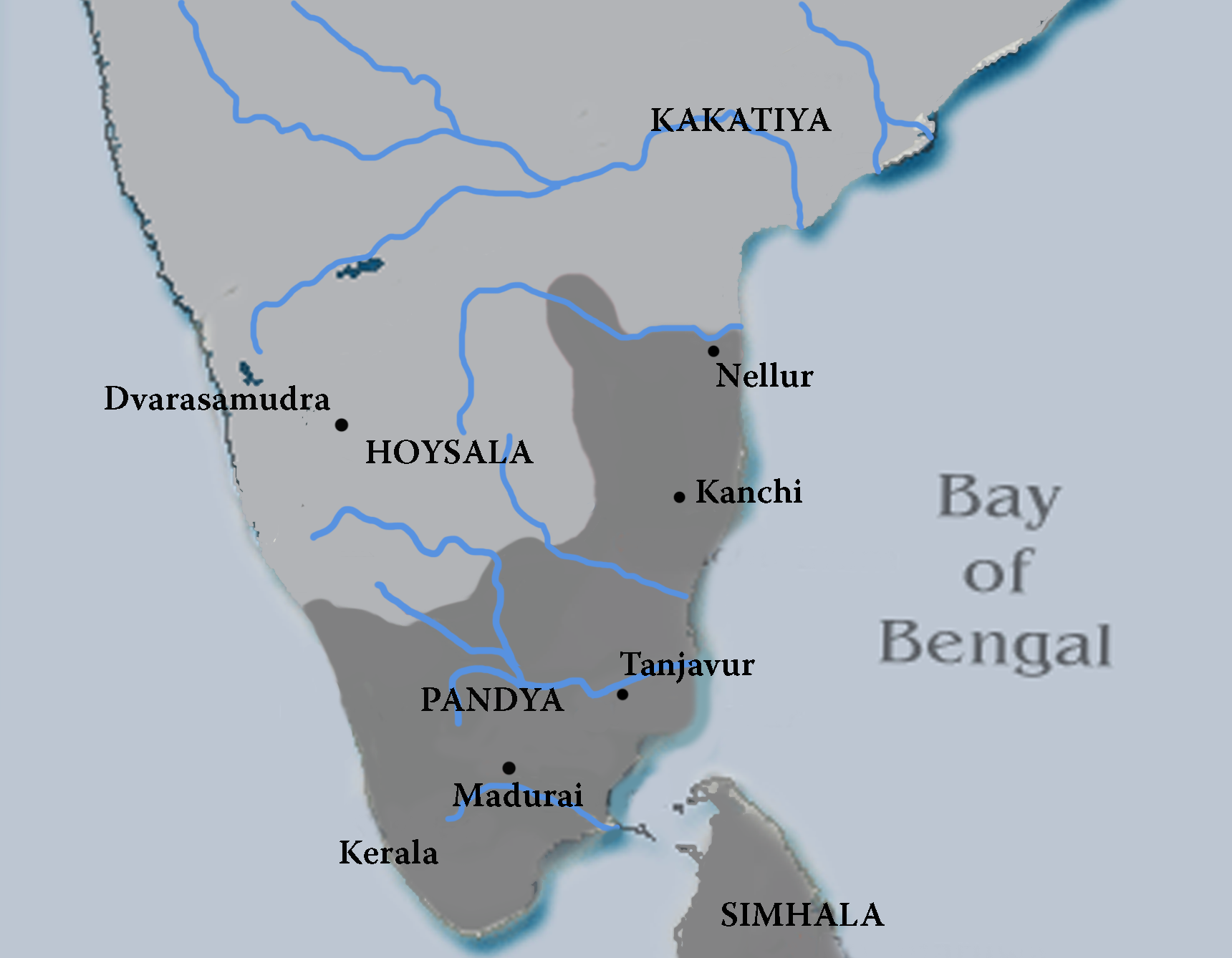
Zasięg imperium Pandjów

Pandja, Pandjowie, dynastia Pandjów, (tamilski: பாண்டியர் Pandijar) – tamilskojęzyczne królestwo w starożytnych i średniowiecznych Indiach, rywalizujące z Ćerami i Ćolami. W okresie swego apogeum obejmowało dużą część południowych Indii oraz północny Cejlon (Lankę). Marco Polo uznawał państwo Pandjów za najbogatsze królestwo swoich czasów. Stolicą było początkowo portowe miasto Korkai, później przeniesiono ją do Maduraju.